# Мускатник душистый
Мускатник душистый, или мускатный орех (лат. Myristica fragrans) — вечнозелёное дерево, вид рода Мускатник (Myristica) семейства Мускатниковые (Myristicaceae).
Культивируют в Южной и Юго-Восточной Азии, Южной Америке, Восточной Африке и на Мадагаскаре. Родина — Молуккские острова.

## Ботаническое описание

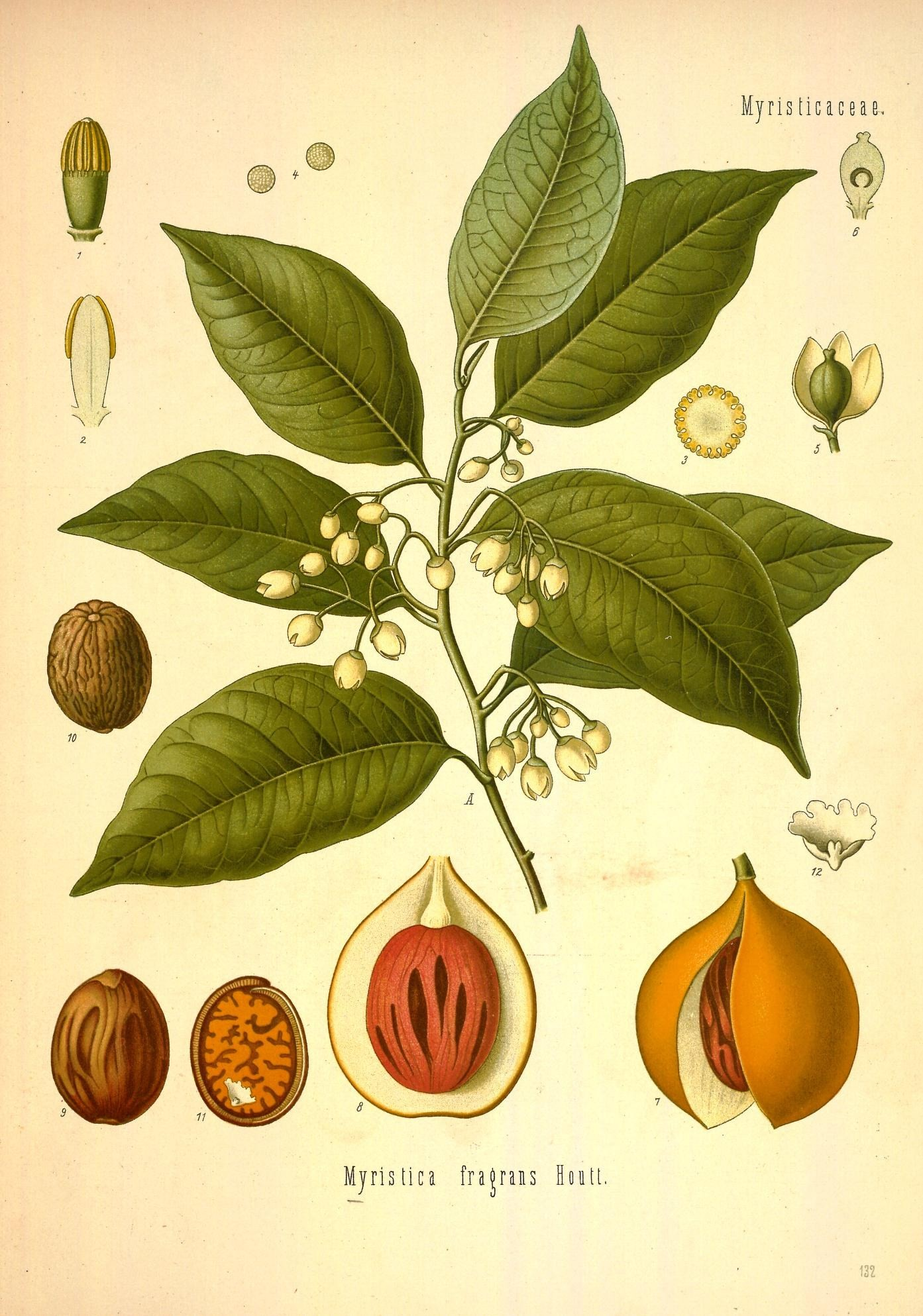

Вечнозелёное дерево высотой 10—15 м.
Листья сверху тёмно-зелёные, снизу белые или сизые, очерёдные, цельные, кожистые, перисто-нервные, лишенные прилистников.
Цветки желтовато-белые, как правило, двудомные, редко однодомные, собраны в верхоцветные или бокоцветные соцветия, расположенные в пазухах листьев; венчик отсутствует. Опыляются жуками-быстрянками.
Плод — мясистая яйцевидно-шаровидная ягода, оранжево-жёлтая, с плотной кожурой. При созревании кожица и мякоть плода расщепляются надвое, и внутри обнажается тёмно-бурое блестящее семя с ветвистым ярко-красным мясистым присемянником (ариллусом). Семя покрыто гладкой и твёрдой семенной кожурой, которую при получении мускатного ореха удаляют.

## Химический состав
Семенное ядро (мускатный орех) содержит не менее 3 % эфирного масла сложного состава (включает пинен, гераниол, эвгенол, дипентен, линалоол и др.), около 40 % плотного жирного масла, состоящего в основном из триглицеридов миристиновой кислоты, а также крахмал (около 20 %), пигменты, сапонины, пектиновые вещества.
Присемянник (мускатный цвет) содержит не менее 4,5 % эфирного, 2 % жирного масла и 30 % амилодекстрина.

## Значение и применение

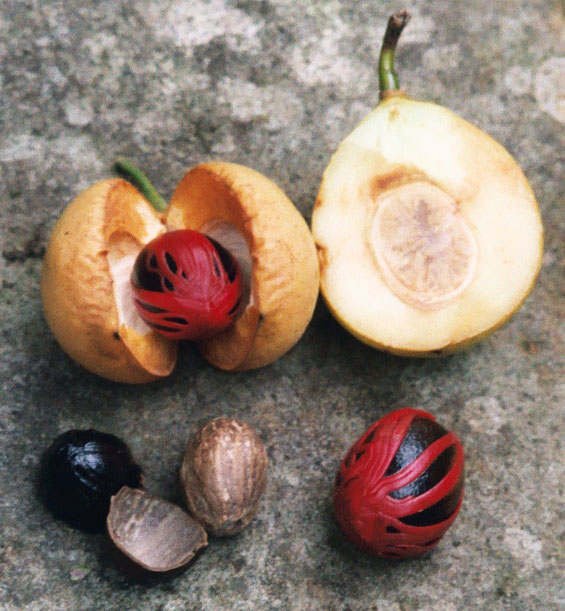
Плод и семя мускатника душистого (с красным ариллусом, блестящей семенной кожурой и без них)

Аромат слабый, вкус сначала слабый, тонкий, позднее острый, пряный. Мускатный цвет и мускатный орех используются для ароматизации спиртных напитков, коктейлей, как пряность при изготовлении сладких блюд, какао, компотов, варений. Иногда мускатный цвет добавляют в супы, паштеты, томатный соус, свежие овощи, мясные бульоны, блюда из риса, овощей, грибов, рыбы, мяса, птицы. Применение мускатного ореха и мускатного цвета как пряностей способствует повышению аппетита.
Мускатный орех (лат. Semen Myristicae, Nux Moschata), обработанный известковым молоком и высушенный на солнце, и мускатный цвет (Macis) применяются как лекарственные средства, улучшающие пищеварение.
Прессованием семян получают плотный душистый оранжевый бальзам (Oleum Nucistae), состоящий из жирного и эфирного масел и пигментов. Бальзам используют в мазях и растирках как отвлекающее средство, раздражающее кожу.

## Классификация

### Таксономия
Вид Мускатник душистый входит в род Мускатник (Мускатник) семейства Мускатниковые (Myristicaceae) порядка Зонтикоцветные (Apiales).
|  |                                      |  |                                                             |                                                             |                         |  | ещё 5 семейств (согласно Системе APG II) | ещё 5 семейств (согласно Системе APG II) |                        |  |  |  | ещё около 100 видов |
|  |                                      |  |                                                             |                                                             |                         |  | ещё 5 семейств (согласно Системе APG II) | ещё 5 семейств (согласно Системе APG II) |                        |  |  |  | ещё около 100 видов |
|  |                                      |  |                                                             | порядок Магнолиецветные                                     |                         |  |                                          |                                          | род Мускатник          |  |  |  |                     |
|  |                                      |  |                                                             | порядок Магнолиецветные                                     |                         |  |                                          |                                          | род Мускатник          |  |  |  |                     |
|  | отдел Цветковые, или Покрытосеменные |  |                                                             |                                                             | семейство Мускатниковые |  |                                          |                                          | вид Мускатник душистый |  |  |  |                     |
|  | отдел Цветковые, или Покрытосеменные |  |                                                             |                                                             | семейство Мускатниковые |  |                                          |                                          |                        |  |  |  |                     |
|  |                                      |  | ещё 44 порядка цветковых растений (согласно Системе APG II) | ещё 44 порядка цветковых растений (согласно Системе APG II) |                         |  |                                          | ещё около 20 родов                       | ещё около 20 родов     |  |  |  |                     |
|  |                                      |  |                                                             | ещё 44 порядка цветковых растений (согласно Системе APG II) |                         |  |                                          |                                          | ещё около 20 родов     |  |  |  |                     |